# Club Universidad Nacional Femenil

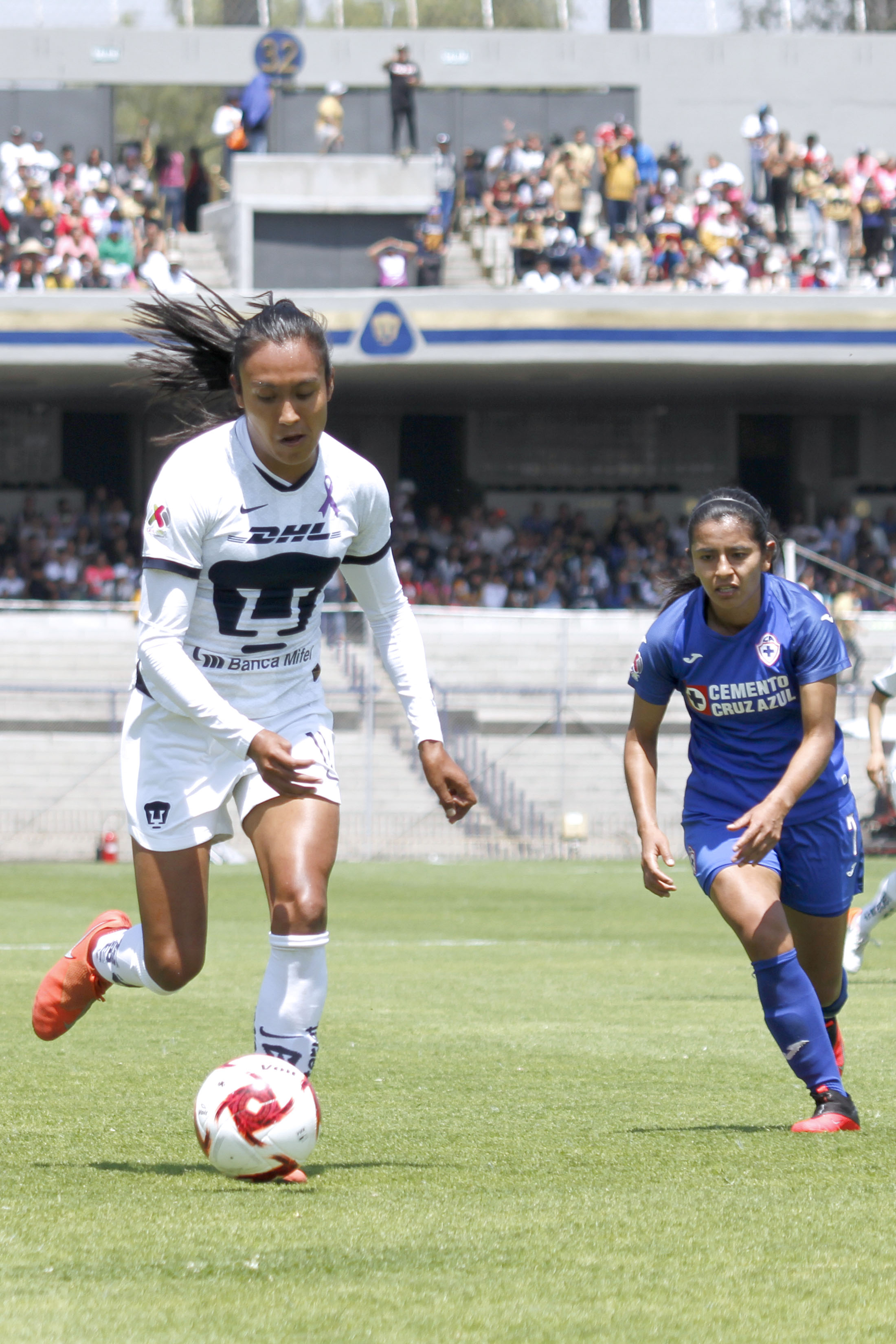
Mariela Jiménez de Universidad Nacional y Brenda León de Cruz Azul en partido de la Liga MX Femenil 2020.

El Club Universidad Nacional Femenil, conocido simplemente como Pumas, es un club de fútbol femenino mexicano con sede en la Ciudad de México, es propiedad de la Universidad Nacional Autónoma de México y administrado por los Pumas de la UNAM, siendo la rama femenil del equipo. Fue fundado en 2016 y juega como local en el Estadio Olímpico Universitario desde el 20 de marzo de 2021, anteriormente jugaba en las Instalaciones de La Cantera y desde 2017 forma parte de la Liga MX Femenil.

## Historia
Tras el surgimiento de la Liga Femenil MX, el 5 de diciembre del 2016, el entonces presidente de los Pumas, Rodrigo Ares de Parga sienta las bases para la creación del equipo femenil con la anuencia del Patronato del Club Universidad y el apoyo del rector de la UNAM, Enrique Graue Wiechers.
Previo a la participación del primer torneo, entre los meses de enero y abril del 2017, el nuevo cuadro femenil comenzó a formarse con jugadoras profesionales y amateur, además de tener la base del equipo representativo de alumnas de la UNAM, por medio del Deporte UNAM (Dirección General del Deporte Universitario).
Pumas Femenil fue uno de los 12 equipos que participaron en el torneo de Copa 2017, con el que se inició de manera oficial la Liga MX Femenil, en las instalaciones de la Federación Mexicana de Fútbol.
En su primer partido, el equipo universitario goleó 4-1 a Tigres, con tres anotaciones de Karime Abud y una de Patricia Jardón. Pero dos derrotas ante América y Monterrey sellaron su eliminación de la competencia.
Para el primer torneo de liga se mantuvo a la estratega que se había hecho cargo del plantel en la Copa: Ileana Dávila, quien contó con Tere Campos y Jhonathan Lazcano como sus auxiliares técnicos.
A pesar de mantener un nivel competitivo, las futbolistas auriazules no lograron avanzar a la liguilla en ninguno de los dos primeros torneos que disputaron, en un sector dominado por América y en el que también lograron entrar a la fase final Pachuca (en Apertura 2017) y Toluca (en Clausura 2018). Ambas ocasiones, las Pumas terminaron en el cuarto lugar del Grupo 1, pero solamente los líderes y sublíderes tenían garantizada su clasificación a la fase final.
En el Apertura 2018, ya con los mismos 18 equipos que forman parte de la Liga MX varonil -en los dos primeros hubo 16 conjuntos-, se amplió a ocho el número de equipos clasificados a la liguilla por el título. Esta medida favoreció a las jugadoras felinas que nuevamente ocuparon el cuarto lugar del Grupo 1, aunque con la mayor cantidad de puntos conseguidos hasta entonces con 30. Sin embargo, en su primera liguilla, Pachuca les cerró el paso en la fase de cuartos de final, con un marcador global de 6-1.
En el Clausura 2019, la escuadra universitaria ha iniciado por primera vez con dos triunfos (2-0 a Tijuana y 2-1 a Veracruz), lo que es un buen augurio rumbo a una nueva clasificación a la liguilla, en la que buscarán su revancha por lo ocurrido en la campaña anterior.
Karina Báez, dirigió a las Pumas desde el 7 de junio del 2021 hasta el 20 de octubre del 2022, Báez es ex auxiliar técnica de Tigres de la UANL Femenil y comenzó su carrera con el Club de Futbol Pachuca Femenil, como auxiliar y directora técnica, es egresada de la UNAM por la Facultad de Derecho, y se formó en el equipo representativo juvenil de la misma Universidad Nacional como jugadora del fútbol asociación y como entrenadora se formó en el Centro de Estudios del Deporte UNAM.
Actualmente las Pumas son dirigidas por Jonathan Lazcano, quien fue Campeón con Pumas Femenil Sub-18, durante el Torneo Apertura 2022, desde el 23 de noviembre del 2022.

## Logo
El logotipo que representa a los deportistas de la máxima casa de estudios reúne en una sola expresión varios elementos, más allá de simbolizar únicamente la cabeza de un puma. Los ojos y la nariz del puma forman una figura abstracta que representa la "U" de Universidad, a la vez que, junto con la línea de la boca, dan la apariencia de una copa, máxima representación del triunfo.
La silueta que enmarca al puma es un triángulo con esquinas redondeadas (biselado) que se forma con tres círculos adyacentes, los cuales representan a las tres tareas fundamentales de la UNAM: la enseñanza, la investigación y la difusión de la cultura. Las curvas de la parte inferior de los ojos del puma también se dibujan teniendo como guía a uno de los círculos.
Cabe destacar la síntesis de los distintos conceptos utilizados en el logotipo, dando como resultado una imagen contundente y de gran simplicidad, utilizando para ello a la geometría tanto en su ejecución, así como en la representación de ideales fundamentales de la UNAM, institución de la que forman parte las dependencias que lo utilizan. El escudo fue creado el 19 de abril de 1974 por Manuel "El Pajarito" Andrade.

## La Cantera
Las instalaciones de la Cantera son sede de los juegos del equipo de Pumas Femenil, estás se encuentran al sur de la Ciudad de México y son el lugar de entrenamiento de todos los equipos del Club Universidad Nacional. 
El 15 de noviembre de 1996, el entonces rector de la Universidad Nacional Autónoma de México, José Sarukhán Kermez, puso la primera piedra de las instalaciones deportivas de los Pumas. A partir de ese momento, el terreno de la Cantera Oriente, cedido en comodato al Gobierno del Distrito Federal para la extracción de roca volcánica, pasó a ser considerada la nueva casa de los Pumas. "El cuerpo de la Cantera está conectado a través de dos túneles, de 306 metros de longitud, y consta de tres niveles: uno a 15 metros de profundidad, otro a 18 metros, y el tercero a 35 metros debajo del nivel de la calle."
Una vez recuperado el predio, el proyecto de la construcción estuvo a cargo del arquitecto Juan José Díaz Infante, integrante del equipo que debutó en la Segunda División Profesional. La supervisión quedó a la custodia del arquitecto Jorge Gaitán, integrante del conjunto auriazul que logró el ascenso al máximo circuito.
Gracias a la tarea del ingeniero Raúl Borja Navarrete, la construcción significó una erogación mínima para el club, ya que pudieron reunirse donativos en efectivo y en especie, ofrecidos por particulares y empresas dirigidas por universitarios y seguidores de los Pumas.
La Cantera, como son conocidas las instalaciones, es un espacio único por su belleza natural. Ocupa una superficie de más de 20 hectáreas, de donde durante 30 años el Departamento del Distrito Federal extrajo 5 millones de metros cúbicos de grava para asfaltar las calles de la ciudad. El cuerpo de la Cantera está conectado a través de dos túneles, de 306 metros de longitud, y consta de tres niveles: uno a 15 metros de profundidad, otro a 18 metros, y el tercero a 35 metros debajo del nivel de la calle.
El arquitecto Juan José Díaz Infante proyectó integrar funcionalidad y sencillez en un cuidado entorno ecológico, erigido como una biosfera prehispánica. Se trata de una auténtica reserva ecológica, donde crece flora de la época prehispánica y en la cual habita fauna diversa.
El 23 de julio de 2006 en reconocimiento a su destacada gestión, en la "lonaria" se develó un busto del ingeniero Guillermo Aguilar Álvarez Jr., en ceremonia encabezada por el presidente del Club Universidad, ingeniero Víctor Mahbub, y con la presencia de los familiares del dirigente auriazul ya fallecido, así como la directiva actual y los integrantes de los equipos de la Primera División y de la Liga de Ascenso.

El 10 de enero de 2007, el entonces rector de la UNAM, doctor Juan Ramón de la Fuente, inauguró el nuevo gimnasio de preparación física "Renato Cesarini", situado en la zona del primer estacionamiento, en el marco de los festejos por el 45 aniversario del ascenso de los Pumas a la Primera División. El gimnasio cuenta con el equipo necesario para que trabajen al mismo tiempo dos conjuntos del Club Universidad.
"Calificar la cantera de los Pumas como un lugar único en el mundo del futbol no está alejado de la realidad, ya que incluye una zona ecológica, al lado de otras canchas de pasto sintético y pasto natural destinadas a la preparación de los equipos juveniles de la institución".
A partir de 2017, el primer equipo comenzó a entrenar de manera permanente en la Cantera, por lo que nuevos vestidores -dados a conocer durante la presentación del nuevo uniforme para la temporada 2017-2018, el 19 de julio de 2017- fueron construidos. Dicho inmueble cuenta con última tecnología en aparatos de terapia física y rehabilitación, como una caminadora gravitacional, plataforma electrónica, mesas eléctricas de distintas posiciones para tratamientos fisiátricos y masajes, una diatermia, un rayo láser robótico, una cámara de nitrógeno, aparatos de magnetoterapia y elementos de alto nivel en electroterapia, en conjunto con un gimnasio adaptado a las necesidades del primer equipo. 

## Indumentaria

### Proveedor
| Período     | Proveedor |
| ----------- | --------- |
| 2017 – 2025 | Nike      |

### Patrocinadores
| - DHL - Caliente - Tecate - Mobil - GNP Seguros - Suzuki - Banca Mifel - Heroes NFT Club - Cookie D-OH - Gourmet Bakery | - Pinturas Berel - Telcel - eFootball - Coca-Cola - Futura - Volaris - Bridgestone - Electrolit |

## Jugadoras

### Altas y bajas: Clausura 2024
Fecha de actualización: 8 de junio de 2024
| Altas    | Altas    | Altas       |
| Jugadora | Posición | Procedencia |
| -------- | -------- | ----------- |

 En Pretemporada existen jugadoras del equipo piloto, se contemplarán como altas si son registradas para el torneo.
| Bajas           | Bajas         | Bajas        |
| Jugadora        | Posición      | Destino      |
| --------------- | ------------- | ------------ |
| Paola Calderón  | Portera       | Agente Libre |
| Amber Di Orio   | Defensa       | Agente Libre |
| Brenda Uribe    | Mediocampista | Agente Libre |
| Anahí Gómez     | Mediocampista | Agente Libre |
| Irma Pinzón     | Delantera     | Agente Libre |
| Selene Valera   | Defensa       | Agente Libre |
| Sherlyn Valadez | Mediocampista | Agente Libre |

Existen casos de jugadoras que estaba en el equipo piloto y fichan para otro equipo, la jugadora se considerará baja las que debutan en liga.

### Fuerzas Básicas

#### Sub-19
- La jugadora ya debutó en Primera División.

### Jugadoras internacionales
| Selección                                  | Categoría | Jugadoras                | #     |
| ------------------------------------------ | --------- | ------------------------ | ----- |
| México                                     | Absoluta  | Melany Villeda           | (1)   |
| México                                     | Sub-20    | Ana Mendoza, Anahí Gómez | 1 (2) |
| México                                     | Sub-13    | Valentina Reyes          | 1 (1) |
| Jamaica                                    | Absoluta  | 'Deneisha Blackwood'     | 1 (1) |
| Portugal                                   | Absoluta  | Stephanie Ribeiro        | 1 (1) |
| Fecha de actualización: 4 de junio de 2024 |           |                          |       |

Se consideran jugadoras internacionales si han recibido llamado a selecciones nacionales en los últimos 12 meses. Con negritas se muestran aquellas jugadoras que han sido llamadas en la última convocatoria.

## Plantillas Importantes

### 11 Inicial en Copa
El Club Universidad Nacional Femenil inicia la era profesional del fútbol femenil en la Copa el miércoles 3 de mayo de 2017, enfrentando a Tigres de la UANL y ganando con un marcador de 4-1. Las anotadoras fueron Karime Abud (6', 23', 33') y Patricia Jardón (21') en el Estadio de la Federación Mexicana de Fútbol.
| Alineación: - Brissa Rangel - Deneva Cagigas - Katya Ojeda - Ricla Rajunov - Lucía Rodríguez - Diana Gómez - Nancy Zaragoza - Hireri Velázquez - Elizabeth Garrido - Karime Abud - Patricia Jardón - D.T. Ileana Dávila |  | B. Rangel D. Cagigas K. Ojeda R. Rajunov L. Rodríguez D. Gómez N. Zaragoza H. Velázquez E. Garrido K. Abud P. Jardón |

### 11 Inicial en Liga
Las Pumas inician su participación en la Liga MX Femenil el viernes 28 de julio de 2017 en el Estadio Hidalgo, cayendo por 3 a 0 ante el Club de Fútbol Pachuca. Este fue el primer partido profesional de liga en la historia del fútbol femenil en México.
| Alineación: - Brissa Rangel - Diana Gómez - Deneva Cagigas - Ana López - Lucía Rodríguez - Nancy Zaragoza - Ana Paola López - Karen Hernández - Nataly Ávila - Karime Abud - Dania Padilla - D.T. Ileana Dávila |  | B. Rangel D. Cagigas L. Rodríguez A. López D. Gómez N. Zaragoza A. López K. Hernández N. Ávila K. Abud D. Padilla |

### 1erPartido de Liguilla
Las universitarias inician su participación en la fase final de la Liga MX Femenil en las semifinales del torneo Apertura 2018 el viernes 23 de noviembre de 2018 en las instalaciones de la Cantera, cayendo 1 a 0 ante el Club de Fútbol Pachuca.
| Alineación: - Brissa Rangel - Deneva Cagigas - Ana López - Lucía Rodríguez - Paola Chavero - Nancy Zaragoza - Ricla Rajunov - Daniela García - Diana Gómez - Nataly Ávila - Dania Padilla - D.T. Ileana Dávila |  | B. Rangel D. Cagigas A. López L. Rodríguez P. Chavero N. Zaragoza R. Rajunov D. García D. Gómez N. Ávila D. Padilla |

### Primer amistoso internacional
Las auriazules tuvieron un encuentro internacional durante la fecha FIFA de febrero-marzo de 2022, en el marco del torneo Clausura 2022. Se enfrentaron al club Houston Dash en las instalaciones de la Cantera, siendo este su primer partido internacional. Lamentablemente, perdieron el encuentro con un marcador de 1 a 0 en contra.
| Alineación: - Melany Villeda - Diana Gómez - Akemi Yokoyama - Dirce Delgado - Rebeca Zavaleta - Marylin Díaz - Grecia Pineda - Dania Padilla - Liliana Rodríguez - Luz Duarte - Stephanie Ribeiro - D.T. Karina Báez |  | M. Villeda D. Gómez A. Yokoyama D. Delgado R. Zavaleta M. Díaz G. Pineda D. Padilla L. Rodríguez L. Duarte S. Ribeiro |

## Estadística Histórica

### Copa de la Liga
Actualizado al último partido disputado el: 5 de mayo de 2017
| TORNEO        | PJ | PG | PE | PP | GF | GC | DIF | PTS | LOGRO             | EFE (%) |
| ------------- | -- | -- | -- | -- | -- | -- | --- | --- | ----------------- | ------- |
| Clausura 2017 | 3  | 1  | 0  | 2  | 7  | 10 | -3  | 3   | 8.º               | 33.3    |
| TOTAL         | 3  | 1  | 0  | 2  | 7  | 10 | -3  | 3   | 8.º Lugar general | 33.3 %  |

### Primera División
Actualizado al último partido disputado el: 13 de mayo de 2024
| TORNEO        | PJ  | PG | PE | PP | GF  | GC  | DIF | PTS | POSICIÓN                                    | LOGRO                                       | EFE (%) |
| ------------- | --- | -- | -- | -- | --- | --- | --- | --- | ------------------------------------------- | ------------------------------------------- | ------- |
| Apertura 2017 | 14  | 5  | 6  | 3  | 24  | 15  | 9   | 21  | 7.°                                         | –                                           | 50      |
| Clausura 2018 | 14  | 7  | 3  | 4  | 18  | 7   | 11  | 24  | 7.°                                         | –                                           | 57.1    |
| Apertura 2018 | 18  | 9  | 3  | 6  | 21  | 16  | 5   | 30  | 7.°                                         | Cuartos de final                            | 55.6    |
| Clausura 2019 | 18  | 7  | 1  | 10 | 20  | 21  | -1  | 22  | 9.º                                         | Cuartos de final                            | 40.7    |
| Apertura 2019 | 18  | 4  | 7  | 7  | 18  | 16  | 2   | 19  | 14.º                                        | –                                           | 35.2    |
| Clausura 2020 | 9   | 3  | 5  | 1  | 12  | 11  | 1   | 14  | Suspendido debido a lapandemia por COVID-19 | Suspendido debido a lapandemia por COVID-19 | 51.9    |
| Apertura 2020 | 19  | 8  | 4  | 7  | 26  | 20  | 6   | 28  | 6.°                                         | Cuartos de final                            | 49.1    |
| Clausura 2021 | 19  | 9  | 5  | 5  | 26  | 21  | 5   | 32  | 5.°                                         | Cuartos de final                            | 56.1    |
| Apertura 2021 | 17  | 5  | 6  | 6  | 19  | 16  | 3   | 21  | 10.°                                        | –                                           | 41.2    |
| Clausura 2022 | 19  | 6  | 5  | 8  | 22  | 22  | 0   | 23  | 7.°                                         | Cuartos de final                            | 40.4    |
| Apertura 2022 | 17  | 7  | 3  | 7  | 30  | 36  | -6  | 24  | 9.°                                         | –                                           | 47.1    |
| Clausura 2023 | 17  | 6  | 7  | 4  | 28  | 20  | 8   | 25  | 9.°                                         | –                                           | 49      |
| Apertura 2023 | 19  | 8  | 2  | 9  | 39  | 32  | 7   | 26  | 8.°                                         | Cuartos de final                            | 45.6    |
| Clausura 2024 | 17  | 8  | 4  | 5  | 44  | 34  | 10  | 28  | 6.º                                         | Cuartos de final                            | 49.1    |
| TOTAL         | 235 | 94 | 61 | 82 | 347 | 287 | 60  | 337 | 8.º                                         | 6 Cuartos de final                          | 47.80 % |

### Participación internacional
| Partidos internacionales | Partidos internacionales | Partidos internacionales | Partidos internacionales  | Partidos internacionales | Partidos internacionales  | Partidos internacionales | Partidos internacionales |
| N.º                      | Fecha                    | Localidad                | Local                     | Res.                     | Visitante                 | Certamen                 |                          |
| ------------------------ | ------------------------ | ------------------------ | ------------------------- | ------------------------ | ------------------------- | ------------------------ | ------------------------ |
| 2                        | 2 de marzo de 2022       | Ciudad de México         | Club Universidad Nacional | 0:1                      | Houston Dash              | Partido amistoso         |                          |
| 2                        | 1 de marzo de 2022       | Ciudad de México         | North Carolina Courage    | 3:0                      | Club Universidad Nacional | Partido amistoso         |                          |

## Goles históricos

### Goles en Copa
| Gol                                       | Fecha             | Jugador          | Rival             | Resultado | Notas           |
| ----------------------------------------- | ----------------- | ---------------- | ----------------- | --------- | --------------- |
| 1                                         | 3 de mayo de 2017 | Karime Abud (6') | Tigres de la UANL | 4 - 1     | Primer gol Copa |
| Fecha de actualización: 5 de mayo de 2017 |                   |                  |                   |           |                 |

### Goles en Liga
| Gol                                             | Fecha                    | Jugador                 | Rival                      | Resultado | Notas           |
| ----------------------------------------------- | ------------------------ | ----------------------- | -------------------------- | --------- | --------------- |
| 1                                               | 5 de agosto de 2017      | Diana Gómez (30')       | Deportivo Toluca           | 1 - 1     | Primer gol Liga |
| 50                                              | 15 de septiembre de 2018 | Dania Padilla (37')     | Club Tijuana               | 4 - 1     | Gol número 50   |
| 100                                             | 3 de noviembre de 2019   | Laura Herrera (6')      | Club Deportivo Guadalajara | 1 - 1     | Gol número 100  |
| 200                                             | 2 de mayo de 2022        | Stephanie Ribeiro (33') | Deportivo Toluca           | 2 - 3     | Gol número 200  |
| 300                                             | 3 de noviembre de 2023   | Desirée Monsiváis (2')  | Fútbol Club Juárez         | 0 - 2     | Gol número 300  |
| Fecha de actualización: 13 de noviembre de 2023 |                          |                         |                            |           |                 |

## Máximas goleadoras
Actualizado al último partido disputado el: 13 de mayo de 2024

### Máximas goleadoras en liga
| Pos    | Nacionalidad   | Nombre             | Goles |
| ------ | -------------- | ------------------ | ----- |
| 1.º    | Estados Unidos | Stephanie Ribeiro  | 61    |
| 2.º    | Estados Unidos | Aerial Chavarin    | 32    |
| 3.º    | México         | Fabiola Santamaria | 27    |
| 4.º    | México         | Daniela García     | 21    |
| 5.º    | México         | Marylin Díaz       | 16    |
| 6.º    | México         | Dania Padilla      | 14    |
| 7.º    | México         | Karime Abud        | 12    |
| 8.º    | México         | Desirée Monsiváis  | 11    |
| 8.º    | México         | Laura Herrera      | 13    |
| 10.º   |                |                    |       |
| México | Kimberly Gómez | 10                 |       |
| México | Paola Chavero  | 11                 |       |

| Máximas goleadoras en temporada regular | Máximas goleadoras en temporada regular | Máximas goleadoras en temporada regular | Máximas goleadoras en temporada regular |
| Pos                                     | Nacionalidad                            | Nombre                                  | Goles                                   |
| --------------------------------------- | --------------------------------------- | --------------------------------------- | --------------------------------------- |
| 1.º                                     | Estados Unidos                          | Stephanie Ribeiro                       | 33                                      |
| 2.º                                     | México                                  | Fabiola Santamaria                      | 25                                      |
| 3.º                                     | Estados Unidos                          | Aerial Chavarin                         | 23                                      |
| 4.º                                     | México                                  | Daniela García                          | 21                                      |
| 5.º                                     | México                                  | Marylin Díaz                            | 16                                      |
| Máximas goleadoras en liguilla          |                                         |                                         |                                         |
| Pos                                     | Nacionalidad                            | Nombre                                  | Goles                                   |
| 1.º                                     | Estados Unidos                          | Aerial Chavarin                         | 5                                       |
| 2.º                                     | México                                  | Fabiola Santamaria                      | 2                                       |
| 3.º                                     | México                                  | Laura Herrera                           | 1                                       |
| 3.º                                     | México                                  | Deneva Cagigas                          | 1                                       |
| 3.º                                     | México                                  | Dinora Garza                            | 1                                       |
| 3.º                                     | México                                  | Liliana Rodríguez                       | 1                                       |

### Máximas anotadoras por temporada
| Máximas anotadoras por temporada de copa MX      | Máximas anotadoras por temporada de copa MX | Máximas anotadoras por temporada de copa MX |
| Torneo                                           | Jugadora                                    | Goles                                       |
| ------------------------------------------------ | ------------------------------------------- | ------------------------------------------- |
| Copa MX 2017                                     | Karime Abud                                 | 4                                           |
| Máximas anotadoras por temporada regular de liga |                                             |                                             |
| Torneo                                           | Jugadora                                    | Goles                                       |
| Apertura 2017                                    | Karime Abud                                 | 7                                           |
| Clausura 2018                                    | Ana Paola López                             | 4                                           |
| Apertura 2018                                    | Diana Gómez                                 | 3                                           |
| Apertura 2018                                    | Karime Abud                                 | 3                                           |
| Clausura 2019                                    | Fabiola Santamaría                          | 6                                           |
| Apertura 2019                                    | Fabiola Santamaría                          | 3                                           |
| Clausura 2020 *                                  | Daniela García                              | 3                                           |
| Apertura 2020                                    | Fabiola Santamaría                          | 6                                           |
| Clausura 2021                                    | Marlyn Campa                                | 5                                           |
| Apertura 2021                                    | Luz Duarte Natalia Valadez Marlyn Campa     | 3                                           |
| Clausura 2022                                    | Stephanie Ribeiro                           | 5                                           |
| Apertura 2022                                    | Stephanie Ribeiro                           | 6                                           |
| Clausura 2023                                    | Kimberli Gómez                              | 7                                           |
| Apertura 2023                                    | Desirée Monsiváis                           | 9                                           |
| Clausura 2024                                    | Stephanie Ribeiro                           | 14                                          |

| Máximas anotadoras por liguilla | Máximas anotadoras por liguilla              | Máximas anotadoras por liguilla              |
| Torneo                          | Jugadora                                     | Goles                                        |
| ------------------------------- | -------------------------------------------- | -------------------------------------------- |
| Apertura 2018                   | Fabiola Santamaría                           | 1                                            |
| Clausura 2019                   | Fabiola Santamaría                           | 1                                            |
| Clausura 2020                   | Suspendido debido a la pandemia por COVID-19 | Suspendido debido a la pandemia por COVID-19 |
| Apertura 2020                   | Luz Duarte                                   | 1                                            |
| Clausura 2021                   | Deneva Cagigas                               | 1                                            |
| Clausura 2021                   | Dinora Garza                                 | 1                                            |
| Clausura 2022                   | Aerial Chavarin                              | 3                                            |
| Apertura 2023                   | Aerial Chavarin                              | 2                                            |

## Palmarés

### Época Semiprofesional
| Competición nacional semiprofesional | Títulos | Subcampeonatos |
| ------------------------------------ | ------- | -------------- |
| Superliga Femenil (0/1)              |         | Otoño 2005     |

### Fuerzas Básicas
| Competición nacional         | Títulos       | Subcampeonatos |
| ---------------------------- | ------------- | -------------- |
| Liga MX Femenil Sub-18 (1/0) | Apertura 2022 |                |

## Jugadoras Extranjeras
| Jugadora            | Posición      | Edad    | Procedencia       | Destino          | Duración            |
| ------------------- | ------------- | ------- | ----------------- | ---------------- | ------------------- |
| Aerial Chavarin     | Mediocampista | 27 años | Keflavík ÍF       | Sigue en el club | Cl 2022 - Presente  |
| Stephanie Ribeiro   | Mediocampista | 31 años | C. América        | Sigue en el club | Cl 2022 - Presente  |
| Chandra Eigenberger | Mediocampista | 32 años | Chicago Red Stars | Agente libre     | Ap. 2022 - Cl 2023  |
| Irma Pinzón *       | Delantera     | 31 años | Cal State LA      | Sigue en el club | Ap. 2022 - Presente |
| Amber Diorio        | Defensa       | 25 años | VCU Rams          | Agente libre     | Ap. 2023 - Cl 2024  |
| Deneisha Blackwood  | Defensa       | 28 años | GPSO 92 Issy      | Sigue en el club | Ap. 2023 - Presente |

*  La jugadora se nacionalizó mexicana.

## Entrenadores
Actualizado al último partido disputado el: 13 de mayo de 2024
| Entrenador        | Temporada     | PJ  | PG | PE | PP | TR | GF  | GC  | DIF | PTS | POS                                          | Resultado                                    | EFE (%) |
| ----------------- | ------------- | --- | -- | -- | -- | -- | --- | --- | --- | --- | -------------------------------------------- | -------------------------------------------- | ------- |
| Ileana Dávila     | Copa MX 2017  | 3   | 1  | 0  | 2  | 0  | 7   | 10  | -3  | 3   | 8.º                                          | Fase de grupos                               | 33.3    |
| Ileana Dávila     | Apertura 2017 | 14  | 5  | 6  | 3  | 0  | 24  | 15  | 9   | 21  | 7.º                                          | Fase de grupos                               | 50      |
| Ileana Dávila     | Clausura 2018 | 14  | 7  | 3  | 4  | 0  | 18  | 7   | 11  | 24  | 7.º                                          | Fase de grupos                               | 57.1    |
| Ileana Dávila     | Apertura 2018 | 18  | 9  | 3  | 6  | 0  | 21  | 16  | 5   | 30  | 7.º                                          | Cuartos de final                             | 55.6    |
| Ileana Dávila     | Clausura 2019 | 20  | 4  | 7  | 9  | 0  | 20  | 21  | -1  | 22  | 9.º                                          | Cuartos de final                             | 31.7    |
| Ileana Dávila     | Apertura 2019 | 9   | 3  | 5  | 1  | 0  | 18  | 16  | 2   | 19  | 14.º                                         | Fase Regular                                 | 51.9    |
| Ileana Dávila     | Clausura 2020 | 16  | 7  | 1  | 8  | 0  | 12  | 11  | 1   | 14  | Suspendido debido a la pandemia por COVID-19 | Suspendido debido a la pandemia por COVID-19 | 45.8    |
| Ileana Dávila     | Apertura 2020 | 18  | 7  | 4  | 7  | 1  | 26  | 20  | 6   | 28  | 6.º                                          | Cuartos de final                             | 46.3    |
| Ileana Dávila     | Clausura 2021 | 19  | 9  | 5  | 5  | 0  | 26  | 21  | 5   | 32  | 5.º                                          | Cuartos de final                             | 56.1    |
| Ileana Dávila     | Total         | 131 | 52 | 34 | 45 | 1  | 172 | 137 | 35  | 193 | 8.º                                          | 4 Cuartos de final                           | 48.3 %  |
| Karina Báez       | Apertura 2021 | 17  | 5  | 6  | 6  | 0  | 19  | 16  | 3   | 21  | 10.                                          | Fase Regular                                 | 41.2    |
| Karina Báez       | Clausura 2022 | 19  | 6  | 5  | 8  | 0  | 22  | 22  | 0   | 23  | 7.º                                          | Cuartos de final                             | 40.4    |
| Karina Báez       | Apertura 2022 | 15  | 5  | 3  | 7  | 0  | 30  | 36  | -6  | 24  | 9.º                                          | Fase Regular                                 | 40      |
| Karina Báez       | Total         | 51  | 16 | 14 | 21 | 0  | 71  | 74  | -3  | 68  | 9.º                                          | 1 Cuartos de final                           | 40.5 %  |
| Jhonathan Lazcano | Clausura 2023 | 17  | 6  | 7  | 4  | 0  | 28  | 20  | 8   | 25  | 9.º                                          | Fase Regular                                 | 49      |
| Jhonathan Lazcano | Apertura 2023 | 19  | 8  | 2  | 9  | 0  | 39  | 32  | 7   | 26  | 8.º                                          | Cuartos de final                             | 45.6    |
| Jhonathan Lazcano | Total         | 36  | 14 | 9  | 13 | 0  | 67  | 52  | 15  | 51  | 2.º                                          | 1 Cuartos de final                           | 47.2 %  |
| Marcello Frigério | Clausura 2024 | 17  | 8  | 4  | 5  | 1  | 44  | 34  | 10  | 28  | 6.º                                          | Cuartos de final                             | 49.1    |
| Marcello Frigério | Total         | 17  | 8  | 4  | 5  | 1  | 44  | 34  | 10  | 28  | 6.º                                          | 1 Cuartos de final                           | 49.1 %  |